# Socorro (Kolumbia)
Socorro – miasto w Kolumbii, w departamencie Santander.